# Pandione II
Pandione (in greco antico: Πανδίων?, Pandìōn) è un personaggio della mitologia greca. Fu l'ottavo re mitologico di Atene.

## Genealogia
Figlio di Cecrope II e di Metiadusa, sposò Pilia, figlia del re di Megara Pila, e fu padre di quattro figli Lico, Egeo (il futuro padre di Teseo), Niso e Pallante.

## Mitologia
Successe a suo padre ma fu esiliato da Atene dai figli di suo zio Metione (che prese il suo posto sul trono) e dovette fuggire a Megara dove sposò Pilia, figlia del re Pila e gli succedette quando questi andò in esilio in Messenia.

Dopo la sua morte, a Megara fu succeduto da Niso mentre gli altri figli tornarono ad Atene e cacciarono i figli di Metione ed il figlio Egeo divenne il nono re di Atene.
La tomba di Pandione fu eretta nel territorio di Megara, vicino alla roccia di Atena Aἴθυια, sulla costa vicino al mare. Una sua statua faceva parte dell'Acropoli come le altre degli eroi eponimici.
Alcuni studiosi ritengono che Pandione II più di altri re mitologici fu una figura inventata allo scopo di colmare un'importante lacuna cronologica.